# Covenstead
Covenstead è l'edificio o l'area che una congrega di streghe designa come propria zona rituale permanente.
Lo spazio rituale rappresentato dal covenstead può essere un edificio di proprietà della congrega, una stanza dell'appartamento dell'Alta Sacerdotessa o di un altro membro della congrega, uno spazio in affitto, un parco pubblico o un altro luogo all'aperto, un fazzoletto di terra appartenente alla congrega o persino un tempio astrale.